# Mergim Krasniqi
Mergim Krasniqi, född 23 augusti 1992 i Borås, är en svensk fotbollsmålvakt som spelar för Gais. Han har även spelat för Borås AIK i Svenska Futsalligan.
Han är äldre bror till fotbollsspelaren Shkelqim Krasniqi.

## Karriär
Krasniqis moderklubb är Norrby IF. I juni 2010 lånades Krasniqi ut till Division 3-klubben Bollebygds IF. I december 2016 förlängde han sitt kontrakt i klubben med två år. Krasniqi gjorde sin Superettan-debut den 2 april 2017 i en 0–0-match mot GAIS. I december 2018 förlängde Krasniqi sitt kontrakt med två år.
Den 30 december 2020 värvades Krasniqi av Örebro SK, där han skrev på ett tvåårskontrakt. Krasniqi spelade sju matcher i Allsvenskan 2021 då Örebro blev nedflyttade till Superettan. Efter säsongen lämnade han klubben.
I februari 2022 skrev Krasniqi på för Gais. Han höll nollan i 16 matcher och släppte endast in 20 mål på 29 matcher i Ettan Södra 2022 då Gais vann serien och blev uppflyttad till Superettan. I november 2022 förlängde Krasniqi sitt kontrakt med två år. Han stod i samtliga 30 matcher då Gais slutade tvåa i Superettan 2023 och återigen avancerade i seriesystemet. I maj 2024 förlängde han ytterligare två år med klubben, över säsongen 2026, och i mars 2025 med ytterligare ett år, över säsongen 2027.

## Karriärstatistik
| Klubb               | Säsong             | Liga                          | Liga    | Liga | Svenska cupen | Svenska cupen | Övrigt  | Övrigt | Totalt  | Totalt |
| Klubb               | Säsong             | Division                      | Matcher | Mål  | Matcher       | Mål           | Matcher | Mål    | Matcher | Mål    |
| ------------------- | ------------------ | ----------------------------- | ------- | ---- | ------------- | ------------- | ------- | ------ | ------- | ------ |
| Bollebygds IF (lån) | 2010               | Division 3 Mellersta Götaland | 8       | 0    | 0             | 0             | —       | —      | 8       | 0      |
| Norrby IF           | 2011               | Division 1 Södra              | 25      | 0    | 0             | 0             | —       | —      | 25      | 0      |
| Norrby IF           | 2012               | Division 1 Södra              | 26      | 0    | 0             | 0             | —       | —      | 26      | 0      |
| Norrby IF           | 2013               | Division 2 Västra Götaland    | 22      | 0    | 1             | 0             | —       | —      | 23      | 0      |
| Norrby IF           | 2014               | Division 1 Södra              | 26      | 0    | 1             | 0             | —       | —      | 27      | 0      |
| Norrby IF           | 2015               | Division 1 Södra              | 21      | 0    | 4             | 0             | —       | —      | 25      | 0      |
| Norrby IF           | 2016               | Division 1 Södra              | 25      | 0    | 0             | 0             | 2       | 0      | 27      | 0      |
| Norrby IF           | 2017               | Superettan                    | 28      | 0    | 1             | 0             | —       | —      | 29      | 0      |
| Norrby IF           | 2018               | Superettan                    | 29      | 0    | 4             | 0             | —       | —      | 33      | 0      |
| Norrby IF           | 2019               | Superettan                    | 30      | 0    | 4             | 0             | —       | —      | 34      | 0      |
| Norrby IF           | 2020               | Superettan                    | 29      | 0    | 1             | 0             | —       | —      | 30      | 0      |
| Norrby IF           | Totalt             | Totalt                        | 261     | 0    | 16            | 0             | 2       | 0      | 279     | 0      |
| Örebro SK           | 2021               | Allsvenskan                   | 7       | 0    | 1             | 0             | —       | —      | 8       | 0      |
| Gais                | 2022               | Ettan Södra                   | 29      | 0    | 2             | 0             | —       | —      | 31      | 0      |
| Gais                | 2023               | Superettan                    | 30      | 0    | 2             | 0             | —       | —      | 32      | 0      |
| Gais                | 2024               | Allsvenskan                   | 21      | 0    | 2             | 0             | —       | —      | 23      | 0      |
| Gais                | Totalt             | Totalt                        | 80      | 0    | 6             | 0             | —       | —      | 86      | 0      |
| Totalt i karriären  | Totalt i karriären | Totalt i karriären            | 356     | 0    | 23            | 0             | 2       | 0      | 381     | 0      |

1. ↑  Uppflyttningskvalmatcher mot Assyriska FF.[14][15]